# Domači vrabec
Domači vrabec, pogosto samo vrabec (znanstveno ime Passer domesticus) je majhen ptič pevec iz družine vrabcev, ki izvorno živi v večjem delu Evrope in Azije, s pomočjo človeka pa je poselil tudi druge celine in je za kokošjo najbolj razširjen ptič na svetu. Zaradi sobivanja s človekom ga nekateri označujejo za poludomačenega, kar pa je nekoliko nenatančen izraz. Izkorišča namreč le človekova bivališča in hrano, ne dopusti pa neposrednega stika, zaradi česar ga natančneje označujemo za sinantropno vrsto.

## Telesne značilnosti
Je čokat ptič, dolg med 14 in 16 cm, sivo-rjave barve z močno črno progastim hrbtom. Tudi kljun, ki je pri samcih v času parjenja skoraj črn, pri samicah pa rjav, je kratek in čokat. Trebuh je siv, z rahlimi temnejšimi vzdolžnimi progami. Samec ima izrazito črno grlo in prsi ter siv vrh glave z rjavimi robovi, pri samici pa sta tudi grlo in prsi siva, vrh glave pa rjav. Lica so pri obeh svetlo siva. Bolj monotona obarvanost samice je opazna že na daleč. Pozimi tudi samec izgubi nekaj pisanosti, predvsem črno perje na prsih.
Mladiči so po barvi podobni samicam, le trebuh imajo nekoliko rjavkast in delujejo našopirjeno. Mladi samci dobijo prva črna peresa na grlu med avgustom in septembrom.

## Vedenje in prehrana
Domači vrabci se zadržujejo v skupinah v vseh letnih časih, tudi v obdobju parjenja. V skupinah gnezdijo, se prehranjujejo in prenočujejo. Kljub temu so samci v času parjenja izrazito teritorialni v neposredni okolici svojega gnezda. Gnezdijo pod napušči, v luknjah v zidovih, skalovju ali drevesih, v grmovju, med plezalkami ipd. Kadar zgradi gnezdo v luknji ali gostem rastju, je to navadno neurejen kup vejic in odpadkov, napolnjen s perjem, gnezda v drevju ali grmovju pa so skrbneje zgrajene kupolaste strukture. Spolna partnerja ostaneta skupaj vse življenje.
Samica izleže navadno pet do šest jajc, ki so precej raznolika tako po obarvanosti, kot po teži in obliki. Navadno imajo črne, rjave ali sive pege na modrikasti ali rumenkasti podlagi. Vali izključno samica. Domači vrabec ima eno najkrajših inkubacijskih dob med vsemi ptiči; mladiči se izležejo že po 10 do 12 dneh. Gnezditveni uspeh je poleg drugih dejavnikov odvisen tudi od izkušenosti, v splošnem pa se vrabci razmnožujejo izredno hitro. Samica ima lahko v poletju do tri legla, skupno tudi do 25 jajc.
Oglašajo se z enakomernim, neumornim »čiv«, občasno pa spustijo tudi klic, ki je sestavljen iz dveh zlogov.
Njihova poglavitna hrana so semena, v manjši meri pa ličinke žuželk, s katerimi samice hranijo mladiče. Preživi tudi ob ostankih človeške hrane - drobtin kruha ipd.

## Razširjenost
Izvorno je razširjen po večini Evrazije, razen najbolj suhih in najhladnejših predelov. Ker je vezan na človekovo prisotnost, se v velikem številu pojavlja le v naseljih, v divjini pa je redek. S pomočjo človeka je poselil tudi večji del Amerik, jug Afrike ter vzhodno Avstralijo in velja za drugo najbolj razširjeno vrsto ptiča na svetu, tik za udomačeno kokošjo. Opisanih je več lokalnih podvrst, ki se nekoliko razlikujejo v obarvanosti in oglašanju.

### Kot invazivna vrsta
Vrabec je zaradi svoje agresivnosti in hitrega razmnoževanja invazivna vrsta v okoljih, kamor je bil vnešen, saj pogosto izpodriva avtohtone ptiče kjer gnezdi. Ker uničuje zaloge semen in zaradi potenciala prenašanja nalezljivih bolezni, velja za škodljivca. 
V Avstralijo je bil vnešen med letoma 1863 in 1870 v Viktoriji, kasneje pa tudi v okolici Sydneyja, Brisbanea in Hobarta. Kmalu se je razširil po vsej vzhodni Avstraliji, na zahodu pa ga s pobijanjem aktivno odvračajo.
Prav tako je bil namenoma, za biološko kontrolo ličink pedicev v parkih, vnešen v Združene države Amerike med letoma 1850 in 1875. Zelo hitro se je ustalil in se pričel nekontrolirano širiti in že leta 1883 je bilo jasno, da je bila naselitev katastrofalna napaka. Danes je v ZDA in Kanadi domači vrabec ena od treh vrst ptic, ki ni zakonsko zaščitena, a je kljub temu eden najštevilčnejših ptičev v ZDA, katerega populacijo so v 40. letih 20. stoletja ocenili na 150 milijonov osebkov.

## Galerija slik
- Samica domačega vrabca v Izoli
- Nekaj dni star mladič
- Jajca pri podvrsti Passer domesticus domesticus
- Predstavnik indijske podvrste